# Южноамерикански розови бои
Южноамериканските розови бои (Lichanura) са род влечуги от семейство Боидни (Boidae).
Разпространени са в югозападната част на Съединените американски щати и в северозападната част на Мексико.
Таксонът е описан за пръв път от Едуард Дринкър Коуп през 1861 година.

## Видове
Род Lichanura – южноамерикански розови бои
- Lichanura orcutti
- Lichanura trivirgata – калифорнийска боа